# Thargella
Thargella là một chi bướm ngày thuộc họ Bướm nâu.